# 墨丘利冰川
墨丘利冰川（英語：Mercury Glacier）是南極洲的冰川，位於奧次地，處於庫克山脈地區，流經休斯山，以羅馬神話中的墨丘利命名，現時由南極條約體系管理。